# Black Star (Band)

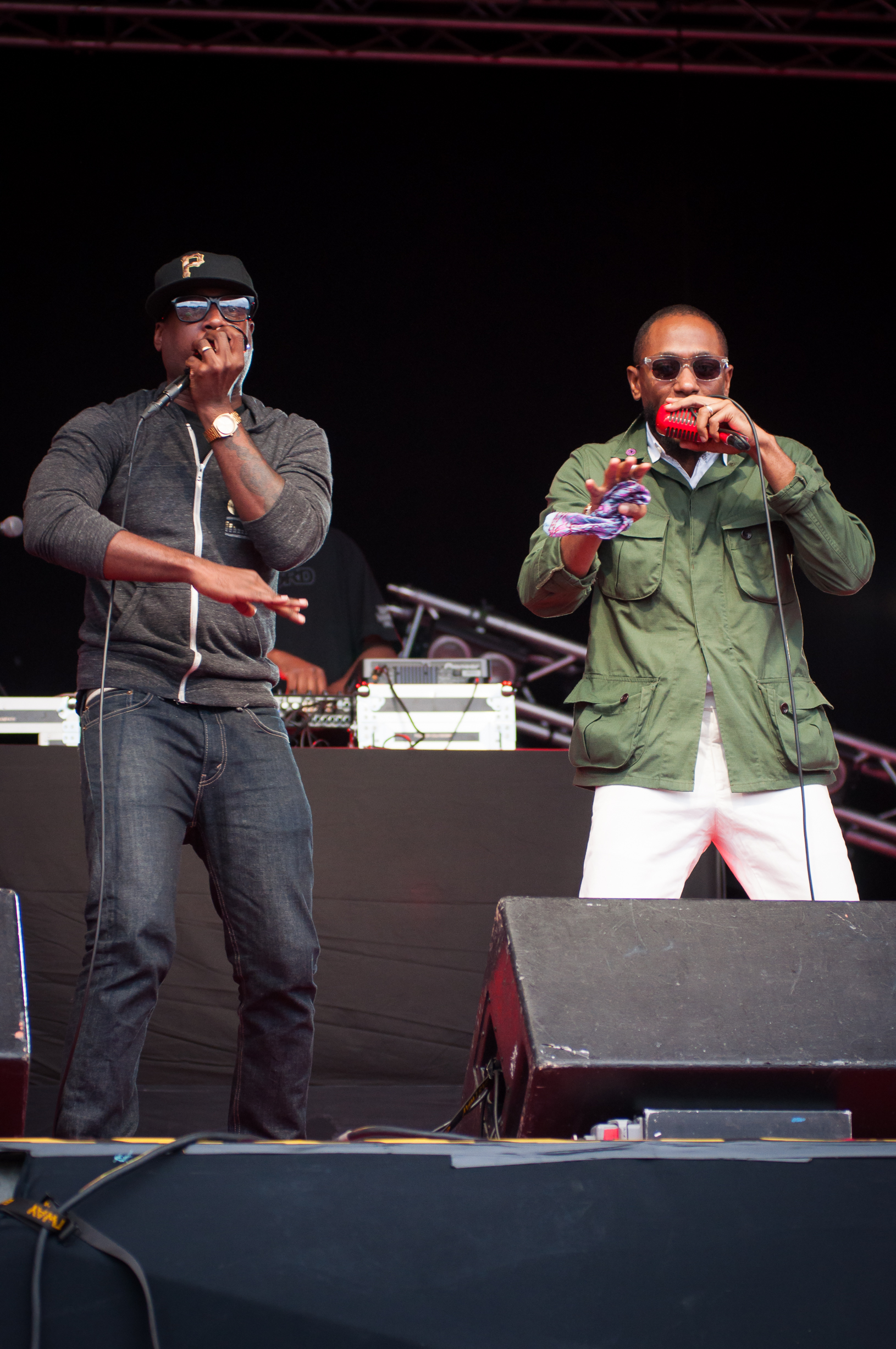
Black Star (2012)

Black Star ist ein alternatives Hip-Hop-Duo aus New York, bestehend aus Yasiin Bey (Mos Def) und Talib Kweli.

## Geschichte
Black Star werden zu der Native Tongues Posse gezählt. 1998 veröffentlichten sie bei Rawkus Records ihr bisher einziges Album namens Black Star. Das Album stellte die Weichen für die erfolgreichen Solokarrieren der beiden MCs. Für den Dokumentarfilm Block Party von Dave Chappelle steuerten sie den Song Born & Raised bei. In 2011 erfolgte die Reunion der beiden Musiker. Am 25. November wurde die Single Fix Up veröffentlicht, als erste Single aus dem ursprünglich für 2012 angekündigten Album. Im April 2022 kündigten Mos Def und Talib Kweli an, dass am 3. Mai das zweite Black Star Album "No Fear of Time" veröffentlicht wird.

## Diskografie
Alben
- 1998: Black Star
- 2022: No Fear of Time

Singles
- 1998: Definition
- 1999: Respiration
- 2011: Fix Up